# Triaeris pusillus
Triaeris pusillus är en spindelart som först beskrevs av Bryant 1942.  Triaeris pusillus ingår i släktet Triaeris och familjen dansspindlar. Inga underarter finns listade i Catalogue of Life.